# Caryospora
Caryospora – rodzaj pasożytniczych pierwotniaków należący do protista. Jego przedstawiciele powodują zachorowania kręgowców, głównie węży oraz drapieżnych ptaków. Rodzaj ten cechuje się tym iż oocysta zawiera pojedynczą sporocystę. Z kolei każda sporocysta zawiera 8 sporozoitów.
Należą tutaj następujące gatunki:
- Caryospora ahaetullae Modry i Koudela, 1994[2]
- Caryospora arcayae Volcan i Medrano,
- Caryospora argentati Schwalbach 1959
- Caryospora barnardae Upton, Freed, Burdick, i McAllister, 1990[2]
- Caryospora bengalensis Mandal 1976
- Caryospora bigenetica Wacha & Christiansen 1982
- Caryospora bothriechis Seville, Asmundsson i Campbell, 2005[4]
- Caryospora brasiliensis Carini 1932
- Caryospora brygooi Upton, Freed, Burdick, i McAllister, 1990[2]
- Caryospora bubonis Cawthorn i Stockdale 1981
- Caryospora carajasensis Lainson, Paiva do Nascimento i Shaw, 1991[2]
- Caryospora cheloniae Leibovitz, Rebell i Boucher 1978
- Caryospora cobrae Nandi 1985
- Caryospora colubris Matuschka 1984
- Caryospora coniophanis Seville, Asmundsson i Campbell, 2005[4]
- Caryospora conophae Seville, Asmundsson i Campbell, 2005[4]
- Caryospora constanciae Lainson, Paiva do Nascimento i Shaw, 1991[2]
- Caryospora corallae Matuschka 1984
- Caryospora demansiae Cannon 1967
- Caryospora dendrelaphis Cannon i Rzepczyk 1974
- Caryospora durrelli Daszak, Ball, Streicker i Jones 2005
- Caryospora duszynskii Upton, Current i Barnard 1984
- Caryospora epicrati Lainson, Paiva do Nascimento i Shaw 1991, nazwa poprawiona przez Modry 1998
- Caryospora ernsti Upton, Current i Barnard 1984
- Caryospora falconis Wetzel i Enigk 1937
- Caryospora gekkonis Chakravarty i Kar 1947
- Caryospora gloriae Pellérdy 1967
- Caryospora gracilis Upton, McAllister, Trauth i Bibb, 1992[2]
- Caryospora guatemalensis Seville, Asmundsson i Campbell, 2005[4]
- Caryospora henryae (Yakimoff & Matikaschwaili 1932)
- Caryospora hermae Bray 1960
- Caryospora heterodermus Upton, Freed i Freed, 1992[2]
- Caryospora japonicum Matsubayashi 1936
- Caryospora jararacae Carini 1939
- Caryospora jiroveci Cerná 1976
- Caryospora kalimantanensis Modry i Koudela, 1997[2]
- Caryospora kansasensis Upton, Campbell, Weigel i McKown 1990
- Caryospora kutzeri Böer 1982
- Caryospora lampropeltis Anderson, Duszynski i Marquardt 1968
- Caryospora legeri Hoare 1933[5]
- Caryospora lindsayi Upton, Campbell, Weigel i McKown 1990
- Caryospora maculatus Upton, Freed i Freed, 1992[2]
- Caryospora madagascariensis Upton, Freed, Burdick i McAllister, 1990[2]
- Caryospora masticophis Upton, McAllister i Trauth, 1994
- Caryospora maxima[6] Modry, Koudela, AI-Oran i Amr, 1999
- Caryospora mayorum Seville, Asmundsson i Campbell, 2005[4]
- Caryospora microti Saxe, Levine i Ivens 1960[2]
- Caryospora micruri Lainson, Paiva do Nascimento i Shaw, 1991[2]
- Caryospora minuta Upton, Freed, Burdick i McAllister, 1990[2]
- Caryospora najadae Matuschka 1986[2]
- Caryospora najae Matuschka 1982
- Caryospora neofalconis Böer 1982
- Caryospora paraensis Lainson, Paiva do Nascimento i Shaw, 1991[2]
- Caryospora peruensis Upton, Freed i Freed, 1989[2]
- Caryospora psammophi Bray 1960
- Caryospora pseustesi Lainson, Paiva do Nascimento i Shaw, 1991[2]
- Caryospora regentensis Daszak i Ball, 2001[5]
- Caryospora relictae Telford, 1997[2]
- Caryospora schokariensis Alyousif, Al-Anazi i Al~Shawa, 2004[7]
- Caryospora serpentis Upton, Freed, Burdick i McAllister, 1990[2]
- Caryospora simplex Léger 1904
- Caryospora strigis Gottschalk 1972
- Caryospora tantillae Telford, 1997[2]
- Caryospora telescopis Matuschka 1986[2]
- Caryospora tremula (Allen 1933)
- Caryospora undata Schwalbach 1959
- Caryospora uptoni Lindsay i Blagburn, 1986
- Caryospora varaniornati[8] Modry, Slapeta, Knotek i Koudela, 2001
- Caryospora veselyi Modry i Koudela, 1998[2]
- Caryospora weyerae Bray 1960
- Caryospora zacapensis Seville, Asmundsson i Campbell, 2005[4]
- Caryospora zuckermanae Bray 1960